# Central City (Kolorado)
Central City – miasto w Stanach Zjednoczonych, w stanie Kolorado, siedziba administracyjna hrabstwa Gilpin.